# コガタスジシマドジョウ
コガタスジシマドジョウ（小型筋縞泥鰌、Cobitis minamorii）は、ドジョウ科の淡水魚である。日本固有種。

## 分布
日本の本州の岡山県・島根県・鳥取県・広島県・兵庫県・大阪府・京都府・滋賀県・三重県・岐阜県・愛知県・静岡県西部に分布する。河川の中流のワンド・下流や、平野部の小川、用水路などに生息し、水の流れがある砂底や礫底を好む。

## 形態
全長4-10cm。他のドジョウ科の魚に似るが、体高は体後半に向かって低くなり、尾柄でもっとも低くなっている。口ひげは3対で、体側には暗褐色の縦筋が見られる。雄の骨質盤は円形。

## 生態
口から砂の中にあるデトリタスや底生小動物を砂ごと吸い込んで、砂だけを鰓から出して食べるほか、ユスリカの幼虫や藻類なども食べる。繁殖期は5-6月で、水田やワンドなどの一時水域に移動し産卵する。卵は一日でふ化する。雌雄ともに１年で成熟する。繁殖期は5-6月または5-7月で、田んぼなどの一時的な水域に侵入し、卵を泥底にばらまく。

## 分類
以前はスジシマドジョウ（Cobitis striata、現在のナミスジシマドジョウ）と同種と考えられていたが、分子系統学および分類学的研究によってスジシマドジョウ類が複数種に分けられることが明らかになり、そのうち小型種とされた個体群が2012年に新種・新亜種として記載された。種小名minamoriiは、日本のドジョウ類の種文化研究の先駆者であった皆森寿美夫への献名。

## 亜種
Nakajima (2012) によって、以下の5亜種に分類されている。
サンヨウコガタスジシマドジョウ（山陽小型筋縞泥鰌 Cobitis minamorii minamorii）
日本の本州の兵庫県西部・岡山県・広島県西部の瀬戸内海側の水系に分布する。以前は、スジシマドジョウ小型種山陽型と呼ばれていた。タイプ産地は岡山県瀬戸内市吉井川水系。この縦筋は不規則に途切れたりくびれたりする。尾びれにも2-3筋の斑が見られ、この斑の後縁は尾鰭後端の輪郭を縁取るように広がることが多い。尾鰭基底には2個の黒い紋がある。背鰭には薄い黒色の斑が反秩序的に散らばる。全長4-7cm。絶滅危惧IA類。
トウカイコガタスジシマドジョウ（東海小型筋縞泥鰌 Cobitis minamorii tokaiensis）
日本の本州の三重県の宮川以北、岐阜県の伊勢湾流入河川、愛知県、静岡県の太田川以東に生息する。以前は、スジシマドジョウ小型種東海型と呼ばれていた。尾鰭には3-4列の弧状横帯がある。全長4-9cm。絶滅危惧IB類。
ビワコガタスジシマドジョウ（琵琶小型筋縞泥鰌 Cobitis minamorii oumiensis）
日本の滋賀県の琵琶湖沿岸部および周囲の内湖、農業用水、細流の砂泥底に分布する。以前は、スジシマドジョウ小型種琵琶湖型。タイプ産地は滋賀県高島市新旭の琵琶湖に近い水田地帯。体側は雌雄ともにきれいな縦帯がある。全長5-9cm。絶滅危惧IB類。
ヨドコガタスジシマドジョウ（淀小型筋縞泥鰌 Cobitis minamorii yodoensis）
日本の本州の京都府と大阪府の桂川・木津川・淀川に生息する。タイプ産地は大阪市旭区淀川。体側の縦帯は細く途切れることもある。尾鰭基底の黒色斑の発達が悪い。そのうち腹側の黒色斑はとくに不明瞭。ワンドの消失や、水田と河川の分断、都市化によって個体数は激減し、1996年以降の採集例はなく、生存は絶望的である。京都府RDBでは絶滅種としている。一方大阪府RDBはⅠ類に指定している。雄は1年雌は2年で成熟する。全長4-7cm。絶滅危惧IA類。
サンインコガタスジシマドジョウ（山陰小型筋縞泥鰌 Cobitis minamorii saninensis）
日本の本州の島根県、鳥取県、兵庫県に分布する。この亜種は比較的短い川にも生息する。タイプ産地は斐伊川下流の農業用水路。体側の縦帯は通常点列である。全長6-10cm。絶滅危惧IB類。

## 保全状況
保全状況は極めて悪いとされている。河川改修や圃場整備などで川本流の周辺にあった広大な氾濫原などの一時的水域の喪失が大きく影響している。また、水田と河川との接続を担っている細流が改修されて底がコンクリート化したことなども影響している。